# Insurrection de Kabylie (1756)
L'insurrection de Kabylie en 1756 est une série de pillages commis par les Kabyles contre la Régence d'Alger.
Batailles
- Bataille des Issers (1519)
- Prise d'Alger (1520)
- Bataille de la Kalâa des Beni Abbès (1553)
- Bataille de M'Sila (1554)
- Bataille de la Kalâa des Beni Abbès (1559)
- Siège de la Kalâa des Beni Abbès (1590)
- Siège d'Alger (1598)
- Bataille de Guidjel (1638)
- Bataille de Aït Aïssi (1745)
- Bataille des Zouaoua (1746)
- Bataille des Aït Irathen (1754)
- Insurrection de Kabylie (1756)
- Bataille de Draâ El Mizan (1767)
- Bataille de Draâ El Mizan (1768)

## Contexte
Après le décès de Mohamed ben Ali en 1754, à la suite d'une expédition désastreuse contre les Aït Irathen,. la Kabylie connut une vive réaction violente contre les autorités en place. Notamment, la tribu des Iflissen Umelil décida de déclencher une insurrection.

## Campagne
Dans la nuit du 16 juillet 1756, les Kabyles de la tribu des Iflissen Umellil ont attaqué par surprise le Bordj Boghni. Ils ont réussi à tuer le caïd du Sebaou, Caïd Ahmed, et à faire fuir la garnison de la Régence d'Alger stationnée au Bordj. Environ un mois plus tard, le 25 août 1756, les Iflissen Umellil attaquèrent le Bordj Bouira, mais furent repoussés par la garnison locale. Cependant, le Bordj fut tout de même détruit lors de cette attaque. Après ces événements, les gouverneurs de la Régence d'Alger décidèrent de riposter. Leur armée était composée de trois colonnes principales : celle du Bey du Titteri, Softa, celle du Bey de Constantine, Hussein Bey, et enfin une dernière menée par Cherif Agha. Ils reprirent le contrôle du Bordj Boghni, ou du moins ce qu'il en restait. Ils mirent fin à l'insurrection, et la Régence reconstruisit par la suite le Bordj Boghni,,,.